# Miroslav Radošević
Miroslav Radošević (en serbe : Мирослав Радошевић), né le 1er janvier 1973, à Užice, en Yougoslavie, est un ancien joueur de basket-ball yougoslave. Il évolue au poste d'arrière.

## Palmarès
- Champion d'Europe 1997
- Coupe de Yougoslavie 1999, 2000